# القنفذه
القنفذة (به عربی: القنفذة) یک شهر در عربستان سعودی است که در استان مکه واقع شده‌است.

## خصوصیات
القنفذة ۲۹۷,۵۱۶ نفر جمعیت دارد از معلومات وزارت صحه سعودى.